# Famille de La Farge
Pour les articles homonymes, voir La Farge.
La famille de La Farge est une ancienne famille issue du Parieu à Drugeac qui a fait souche au cours du XVIe siècle dans la ville de Salers en  Haute-Auvergne. 
Ayant fourni plusieurs magistrats et officiers royaux, une branche aujourd'hui éteinte a été anoblie pour faits d'armes par lettres patentes de Louis XIV en 1711.

## Histoire
La famille s'installe en 1580 à Salers, elle est originaire des alentours (Coltures près d'Anglards ou bien Le Parieu près de Drugeac).
Les recherches actuelles ne permettent pas d'en définir l'ascendance, pour autant, il semblerait qu'une autre branche existe en Corrèze et qu'une famille "La Farge" exista au XVe siècle dans les environs d'Ussel.

## Armes, blasons, devises

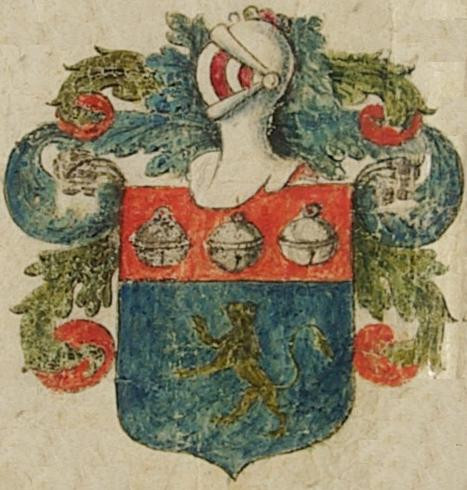
Blason de la famille La Farge de Lapierre.

- Premier blason : "Un chevron d'argent et un lion d'or" qui est du Parieu
- Second blason : "D’argent  aux chevrons de gueule, au chef d’azur empiecé de deux étoiles d’argent posées une et deux et d’un croissant de lune en pointe de même", que l'on retrouve associé à celui de 1711
- Blason postérieur (1711) : "D'or au lion de sinople, au chef de gueules, chargé de trois grillets d'or" qui est de Lapierre[1].
- Blason des La Farge de la Pierre : "D'azur, au lion d'or ; au chef de gueules, chargé de trois grillets d'or", comme l'illustration ci-contre.

## Principales personnalités
- Pierre de La Farge, 1647-1741, bourgeois de Salers, seigneur de Roux de Lapierre, de Récusset et d'Espinasse. Major des armées du Roi, s'est distingué à la bataille de Malplaquet en 1709. Il fut créé Chevalier de l'Ordre de Saint-Louis et créé chevalier en 1711 par lettre-patente du Roi de France Louis XIV.
- Une fille de Pierre, l'officier, Madeleine, épousa Antoine Chappe d'Auteroche. De leur union naquit l'inventeur du télégraphe aérien  Jean Chappe d'Auteroche
- Jean de La Farge de Burc 1925-2009, développeur des "Pou du ciel", petits avions développés par Henri Mignet, réputés pour leurs qualités de vol[2].

## Alliances
Les La Farge sont alliés à de nombreuses familles de la Haute-Auvergne, tels que les Roquemaurel, les Chazettes de Bargues, les Sauvagnac, les Chalvet de Rochemonteix.

## Généalogie
1. Pierre Mathieu né en 1580 x (1610) Marie Chalvet de Rochemonteix
  1. Pierre, né en 1613, seigneur de la Fauvélie et de Rochemonteix x (1638) Antoinette de Seilhols, fille de Pierre, seigneur de Las Maisons, branche cadette de Salvage
    1. Pierre, avocat, conseiller du roi x (1664) Marguerite de Montclar, fille de Jean, seigneur de La Ribe et de Madeleine du Bousquet
      1. Guy
      2. Antoinette
      3. Louise